# Rosenaustadion
El Rosenaustadion es el segundo mayor estadio de la ciudad de Augsburgo en Baviera. Fue inaugurado el 16 de septiembre de 1951. Es un estadio para la práctica del fútbol y atletismo y posee una capacidad para 28 000 espectadores.
Fue hasta el año 2009 el estadio oficial del FC Augsburgo, año en el cual el club se trasladó al nuevo WWK Arena.

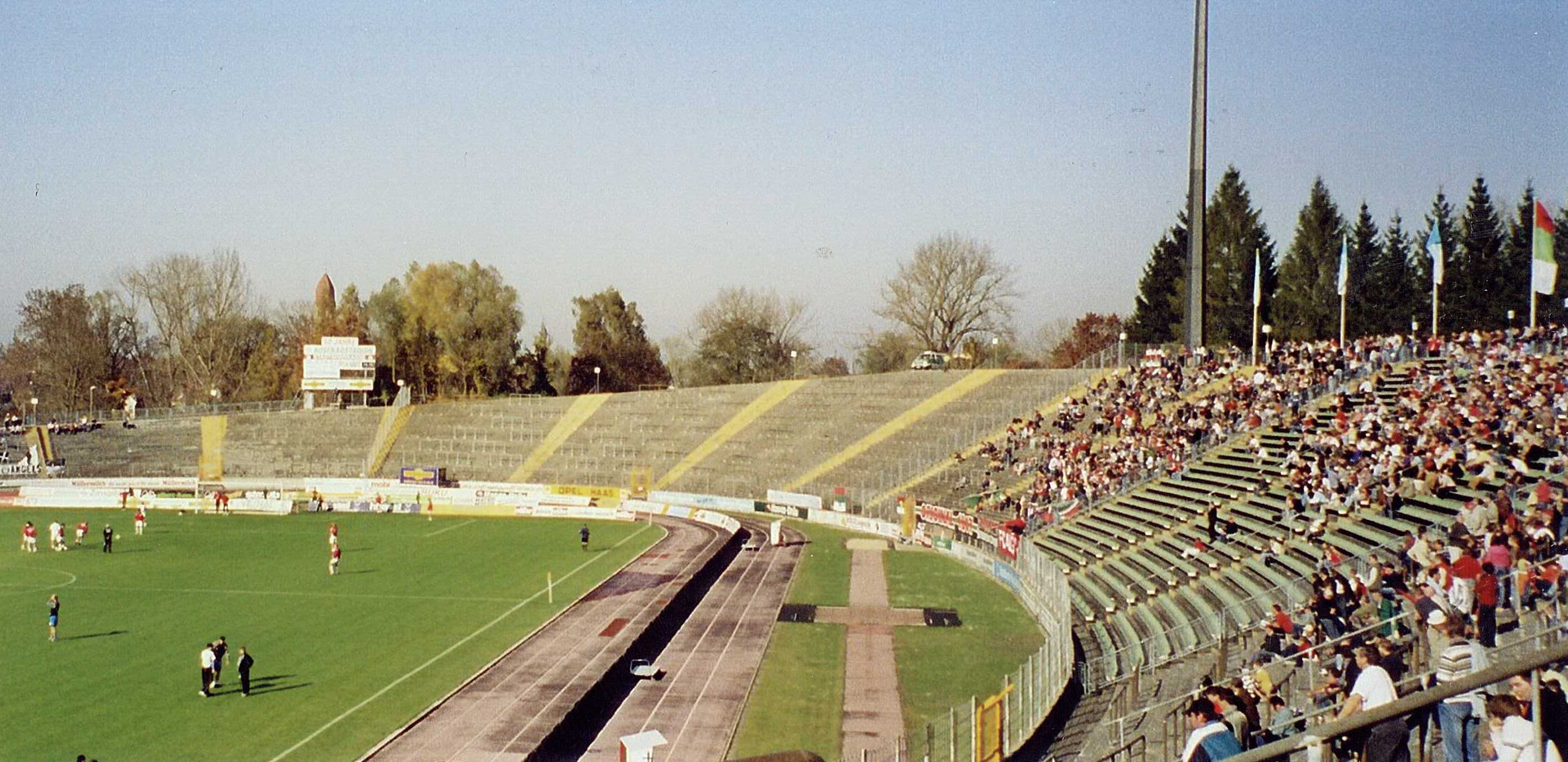
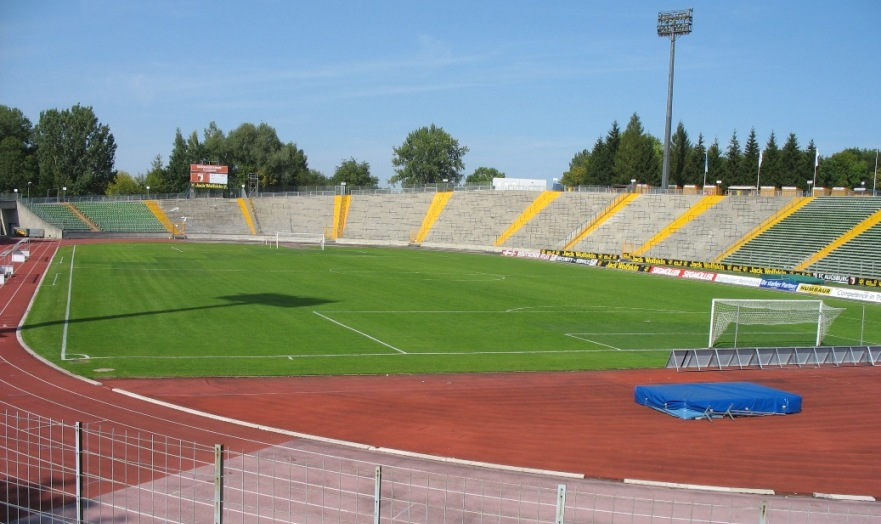